# Lauri Rechardt
Lauri Fredrik Rechardt (Helsinki, 24 de abril de 1965) es un deportista finlandés que compitió en vela en la clase Finn. Es hermano del también regatista Esko Rechardt.
Ganó una medalla de bronce en el Campeonato Europeo de Finn de 1989.

## Palmarés internacional
| \| Campeonato Europeo \| Campeonato Europeo \| Campeonato Europeo \| Campeonato Europeo \| \| Año \| Lugar \| Medalla \| Clase \| \| ------------------ \| -------------------- \| ------------------ \| ------------------ \| \| 1989 \| Helsinki (Finlandia) \| Medalla de bronce \| Finn \| |                      |                   |       |
| Campeonato Europeo |                      |                   |       |
| Año | Lugar                | Medalla           | Clase |
| 1989 | Helsinki (Finlandia) | Medalla de bronce | Finn  |